# Pterolophia albicollis
Pterolophia albicollis là một loài bọ cánh cứng trong họ Cerambycidae.